# I Can Hear Music
"I Can Hear Music" is een nummer van de Amerikaanse meidengroep The Ronettes. In oktober 1966 werd het nummer uitgebracht als single. In 1968 namen The Beach Boys een cover op voor hun album 20/20, dat in 1969 verscheen. Op 3 maart van dat jaar werd het nummer uitgebracht als de tweede en laatste single van het album.

## Achtergrond
"I Can Hear Music" is geschreven door Jeff Barry, Ellie Greenwich en Phil Spector en in de versie van The Ronettes geproduceerd door Barry. De single werd geen grote hit; het stond slechts een week op de honderdste plaats in de Amerikaanse Billboard Hot 100. De versie van The Beach Boys werd geproduceerd door gitarist Carl Wilson, die het nummer ook zong. Deze versie behaalde de 24e plaats in de Verenigde Staten. In andere landen werd het een grotere hit; in het Verenigd Koninkrijk behaalde het de tiende plaats en in onder meer Maleisië, Polen en Zweden werd ook de top 10 gehaald. In Nederland kwam de single tot de zesde plaats in de Top 40 en de vierde plaats in de Parool Top 20.
Andere versies van "I Can Hear Music" zijn opgenomen door onder meer Larry Lurex, de artiestennaam van Freddie Mercury voordat hij met zijn band Queen doorbrak, in 1973, en door The Beach Boys met Kathy Troccoli voor hun country-album Stars and Stripes Vol. 1 uit 1996. Daarnaast scoorde José Hoebee (als José) in Nederland en Vlaanderen een kleine hit met haar versie. Deze bereikte de Top 40 weliswaar niet, maar kwam wel tot de elfde plaats in de Tipparade. Daarnaast stond het in de week van 5 maart 1983 eenmalig op plaats 48 in de Nationale Hitparade. In de voorloper van de Vlaamse Ultratop 50 kwam zij tot de vijftiende plaats.

## Hitnoteringen
Alle noteringen zijn behaald door de versie van The Beach Boys.

### Nederlandse Top 40
| Hitnotering: 22-03-1969 t/m 03-05-1969 | Hitnotering: 22-03-1969 t/m 03-05-1969 | Hitnotering: 22-03-1969 t/m 03-05-1969 | Hitnotering: 22-03-1969 t/m 03-05-1969 | Hitnotering: 22-03-1969 t/m 03-05-1969 | Hitnotering: 22-03-1969 t/m 03-05-1969 | Hitnotering: 22-03-1969 t/m 03-05-1969 | Hitnotering: 22-03-1969 t/m 03-05-1969 | Hitnotering: 22-03-1969 t/m 03-05-1969 |
| Week                                   | 1                                      | 2                                      | 3                                      | 4                                      | 5                                      | 6                                      | 7                                      |                                        |
| -------------------------------------- | -------------------------------------- | -------------------------------------- | -------------------------------------- | -------------------------------------- | -------------------------------------- | -------------------------------------- | -------------------------------------- | -------------------------------------- |
| Positie                                | 31                                     | 11                                     | 6                                      | 6                                      | 11                                     | 20                                     | 31                                     | uit                                    |

### Parool Top 20
| Hitnotering: 29-03-1969 t/m 19-04-1969 | Hitnotering: 29-03-1969 t/m 19-04-1969 | Hitnotering: 29-03-1969 t/m 19-04-1969 | Hitnotering: 29-03-1969 t/m 19-04-1969 | Hitnotering: 29-03-1969 t/m 19-04-1969 | Hitnotering: 29-03-1969 t/m 19-04-1969 |
| Week                                   | 1                                      | 2                                      | 3                                      | 4                                      |                                        |
| -------------------------------------- | -------------------------------------- | -------------------------------------- | -------------------------------------- | -------------------------------------- | -------------------------------------- |
| Positie                                | 11                                     | 6                                      | 4                                      | 10                                     | uit                                    |

### NPO Radio 2 Top 2000
| Nummer met noteringen in de NPO Radio 2 Top 2000 | '99  | '00 | '01 | '02 | '03  | '04  | '05  | '06  | '07  | '08  | '09  | '10  | '11  | '12 | '13  | '14  |
| ------------------------------------------------ | ---- | --- | --- | --- | ---- | ---- | ---- | ---- | ---- | ---- | ---- | ---- | ---- | --- | ---- | ---- |
| I Can Hear Music                                 | 1086 | 858 | 878 | 981 | 1022 | 1002 | 1100 | 1269 | 1226 | 1139 | 1161 | 1078 | 1338 | -   | 1887 | 1887 |

1. ↑  Een '-' betekent dat het nummer niet was genoteerd en een vetgedrukt getal geeft de hoogste notering aan.
2. ↑  Deze tabel is bijgewerkt tot en met de laatste editie (2024).